# 49384 Hubertnaudot
49384 Hubertnaudot è un asteroide della fascia principale. Scoperto nel 1998, presenta un'orbita caratterizzata da un semiasse maggiore pari a 2,6023389 UA e da un'eccentricità di 0,1380851, inclinata di 12,81407° rispetto all'eclittica.